# فتوح (اسم)
فتوح هو اسم علم مذكر من أصل عربي، ومعناه هو جاء على صيغة الجمع من الفتح وهوالنصروالمعرفة.

## شخصيات تحمل الاسم
- فتوح أحمد (ممثل مصري، 1958 – )
- فتوح نشاطي (ممثل، 15 أكتوبر 1901 – 27 أكتوبر 1970)

## وصلات خارجية
- موسوعة السلطان قابوس لأسماء العرب نسخة محفوظة 5 أبريل 2019 على موقع واي باك مشين.